# Witschimmelkaas
Witschimmelkaas of wittekorstkaas is een type zachte schimmelkazen met een witte, pluizige, donzige kaaskorst van penseelschimmel. Bekende wittekorstkazen zijn brie en camembert.
Wittekorstkaas wordt gemaakt van zowel koemelk als schapen- en geitenmelk. De stremming vindt plaats door de toevoeging van stremsel, en kan versneld worden door het toepassen van druk. De voorrijping vindt plaats gedurende ongeveer 20 uur door de wrongel bij een temperatuur van 10 à 15°C in de kaasmakerij te laten rusten. De wrongel wordt niet gesneden. 
Twee dagen rusten de kazen bij 15°C voordat ze gezouten worden en de witte schimmel op de korst gestrooid wordt. Vervolgens moeten de kazen nog enige tijd rijpen, een rijpe kaas is vloeibaar van binnen.
Naast Franse brie en camembert zijn andere voorbeelden Chaource en de hartvormige Coeur de Neufchâtel. De laatste wordt veel toegepast op 'wedding cheese cakes'. Bekende voorbeelden buiten Frankrijk zijn de Amerikaanse Doeling Camembert, de New Yorkse Old Chatham's Hudson Valley Camembert en de Ierse Cooleeney.